# Département Lac Léré
Das Département Lac Léré ist ein Département im Südwesten des Tschad. Es liegt im nordwestlichen Teil der Provinz Mayo-Kebbi Ouest, die Hauptstadt ist Léré. Beim Zensus im Jahr 2009 wurden 226.600 Einwohner gezählt. Das Département liegt an der Grenze zu Kamerun.
Das östlich angrenzende Département Mayo Binder wurde am 4. September 2012 aus dem Département Lac Léré ausgegliedert.

## Unterteilung
Während das Département Lac Léré vor der Auftrennung in die vier Unterpräfekturen Léré, Binder, Guégou und Lagon gegliedert wurde, sind die vier Unterpräfekturen seit 2012 folgende:
- Léré
- Guégou
- Lagon
- Tréné